# Second Life Syndrome
Second Life Syndrome – drugi album studyjny polskiej grupy muzycznej Riverside. Wydawnictwo ukazało się 31 października 2005 roku nakładem wytwórni muzycznych InsideOut Music i Mystic Production. Nagrania zostały zarejestrowane w warszawskim Serakos Studio we współpracy z producentami muzycznymi Magdą i Robertem Srzednickimi. Płytę poprzedził wydany 8 października 2005 roku singel pt. „Conceiving You”. Utwór dotarł do 31. miejsca Listy Przebojów Programu Trzeciego Polskiego Radia.
Płyta dotarła do 22. miejsca zestawienia OLiS.

## Lista utworów
Opracowano na podstawie materiału źródłowego.
| Nr | Tytuł utworu            | Słowa                | Muzyka                               | Długość |
| -- | ----------------------- | -------------------- | ------------------------------------ | ------- |
| 1. | „After”                 | Duda                 | Duda, Grudziński, Łapaj, Kozieradzki | 3:31    |
| 2. | „Volte-Face”            | Duda                 | Duda, Grudziński, Łapaj, Kozieradzki | 8:40    |
| 3. | „Conceiving You”        | Duda                 | Duda, Grudziński, Łapaj, Kozieradzki | 3:39    |
| 4. | „Second Life Syndrome”  | Duda                 | Duda, Grudziński, Łapaj, Kozieradzki | 15:40   |
| 5. | „Artificial Smile”      | Duda                 | Duda, Grudziński, Łapaj, Kozieradzki | 5:27    |
| 6. | „I Turned You Down”     | Duda                 | Duda, Grudziński, Łapaj, Kozieradzki | 4:34    |
| 7. | „Reality Dream III”     | utwór instrumentalny | Duda, Grudziński, Łapaj, Kozieradzki | 5:01    |
| 8. | „Dance with the Shadow” | Duda                 | Duda, Grudziński, Łapaj, Kozieradzki | 11:38   |
| 9. | „Before”                | Duda                 | Duda, Grudziński, Łapaj, Kozieradzki | 5:23    |
|    |                         |                      |                                      | 1:03:33 |

| Conceiving You (singel) | Conceiving You (singel)                                                                      | Conceiving You (singel) | Conceiving You (singel)              | Conceiving You (singel) |
| Nr                      | Tytuł utworu                                                                                 | Słowa                   | Muzyka                               | Długość                 |
| ----------------------- | -------------------------------------------------------------------------------------------- | ----------------------- | ------------------------------------ | ----------------------- |
| 1.                      | „Conceiving You”                                                                             | Duda                    | Duda, Grudziński, Łapaj, Kozieradzki | 3:43                    |
| 2.                      | „I Turned You Down”                                                                          | Duda                    | Duda, Grudziński, Łapaj, Kozieradzki | 4:38                    |
| 3.                      | „The Piece Reflecting the Mental State of One of the Members of Our Band (unreleased track)” | utwór instrumentalny    | Duda, Grudziński, Łapaj, Kozieradzki | 3:02                    |
|                         |                                                                                              |                         |                                      | 11:23                   |

## Twórcy
Opracowano na podstawie materiału źródłowego.
| Zespół Riverside w składzie - Mariusz Duda – śpiew, gitara basowa - Piotr Grudziński – gitara - Piotr Kozieradzki – perkusja - Michał Łapaj – instrumenty klawiszowe |  | Inni - Magda i Robert Srzedniccy – inżynieria dźwięku, miksowanie, produkcja muzyczna - Jacek Gawłowski – mastering - Travis Smith – okładka, oprawa graficzna, zdjęcia |

## Wydania
| Rok  | Nr katalogowy      | Format           | Wydawca                         | Region | Źródło |
| ---- | ------------------ | ---------------- | ------------------------------- | ------ | ------ |
| 2005 | IOMCD 231          | CD, Album        | Inside Out Music                | Niemcy | [ 11 ] |
| 2005 | MYSTCD 023         | CD, Album, Dig   | Mystic Production               | Polska | [ 11 ] |
| 2005 | IOMCD 231          | CD, Album, Promo | Inside Out Music                | Niemcy | [ 11 ] |
| 2009 | 0504172, IOMCD 231 | CD, RE           | Century Media, Inside Out Music | Niemcy | [ 11 ] |
| 2011 | 0504171            | 2xLP, Album      | Century Media                   | Niemcy | [ 11 ] |
| 2011 | 2xLP, Whi          | Century Media    | Century Media                   | Niemcy | [ 11 ] |